# 中巴迪布
中巴迪布（英語：Central Baddibu）是西非國家甘比亞北岸區轄下的6個縣之一。根據2013年甘比亞官方的人口調查之數據顯示，居住於中巴迪布的總人口數為20104人。